# Zidul Atlanticului

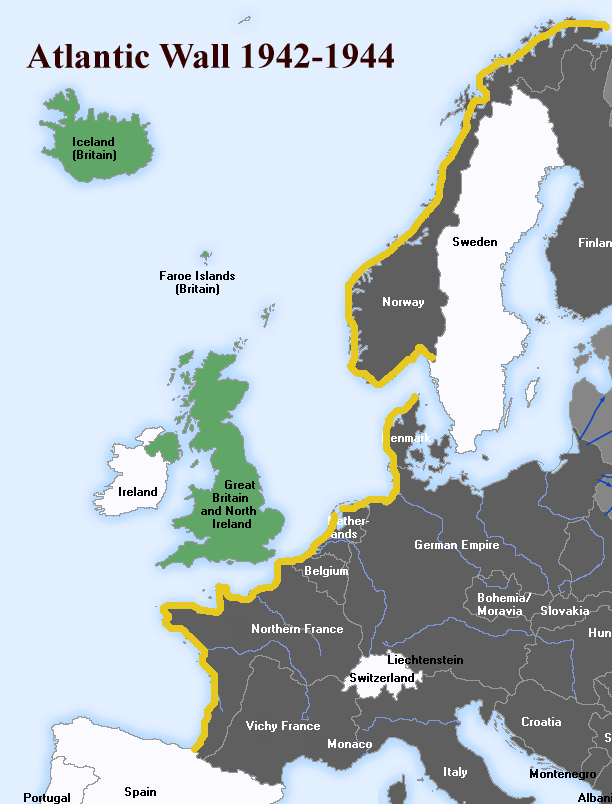
Zidul Atlanticului

Zidul Atlanticului (în limba germană: Atlantikwall) a fost un sistem de fortificații de coastă în cel de-al Doilea Război Mondial construit de Germania nazistă între anii 1942-1945 de-a lungul coastei de vest a Europei în scop de apărare împotriva invaziei anticipate a Aliaților din Marea Britanie asupra Europei continentale. 

## Istoric

#### Crearea Zidului
La 22 iunie 1941 Germania nazistă a încălcat pactul germano-sovietic și a declanșat Operațiunea Barbarossa deschizând Frontul de Est. Pe de altă parte Atacul de la Pearl Harbour din 7 decembrie 1941 din partea japonezilor a incitat SUA să intre oficial în cel de-al Doilea Război mondial. 
Stalin făcea presiuni asupra Aliaților occidentali să deschidă un al doilea front în Europa.
În data de 23 martie 1942, prin Directiva nr.40 Adolf Hitler a odonat construirea Zidului Atlanticului. După raidul din 13 aprilie 1942 asupra St. Nazaire Hitler a ordonat ca bazele de submarine și cele navale să fie bine apărate. Fortificațiile au rămas concentrate în jurul porturilor până la sfârșitul lui 1943, când zona a fost fortificată.

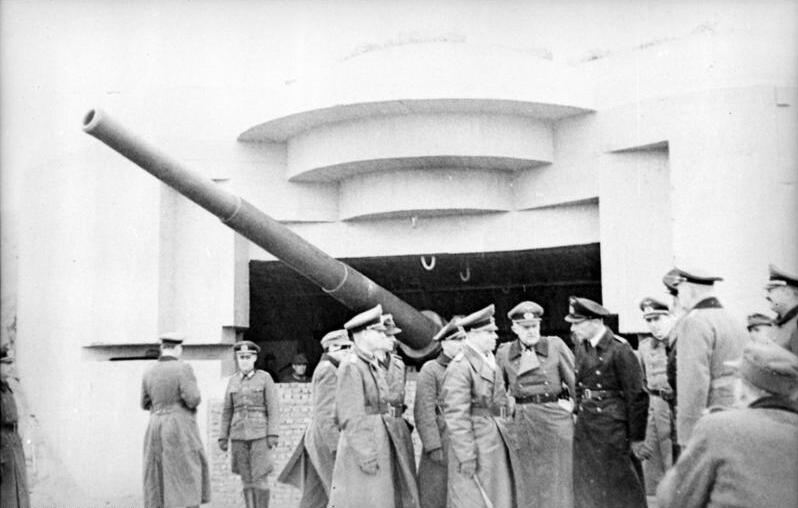
Rommel inspectează Zidul Atlanticului

La începutul lui 1944, mareșalul Erwin Rommel a fost numit să îmbunătățească apărarea Zidului. El considera că fortificațiile de coastă existente la data numirii sale erau în întregime inadecvate și a luat imediat măsuri pentru întărirea lor.   
Sub îndrumarea sa au fost construite cazemate din beton armat, s-au pus mine terestre, mine marine, obstacole antitanc, obstacole marine etc., astfel că  de exemplu la data invaziei în nordul Franței germanii puseseră aproape șase milioane de mine.
În primul rând s-au luat măsuri pentru fortificarea porturilor principale și bazele pentru submarine. Germanii erau convinși că o debarcare putea să aibă loc doar în apropierea unui port pentru a se asigura logistica trupelor care debarcă. În acest spirit s-a instalat artilerie grea și medie.
În locurile unde era posibilă aterizarea planoarelor și parașutiștilor germani au amplasat bare cu vârfurile ascuțite și unele zone inundate.

#### Lucrări principale
În primăvara anului 1944 Zidul Atlanticului măsura 4.000 km și cuprindea
- 15.000 lucrări dispuse de-a lungul coastei care se compuneau din:
  - 4.000 lucrări considerate principale
  - 1.000 cazemate pentru tunuri antitanc
  - 10.000 cazemate diverse.

Pentru construcția Zidului au fost mobilizat 291.000 lucrători din care 10% erau soldați germani, din Danemarca până în Bidassoa fiind necesare 13 millioane de m3 de beton.
În iunie 1944 în Normandia erau
- 12.000 lucrări: fortărețe, baze submarine, buncăre, piese de artilerie
- 200.000 obstacole: antitanc, câmpuri de mine
- 300.000 soldați
- 4.000 piese de artilerie.

Galerie

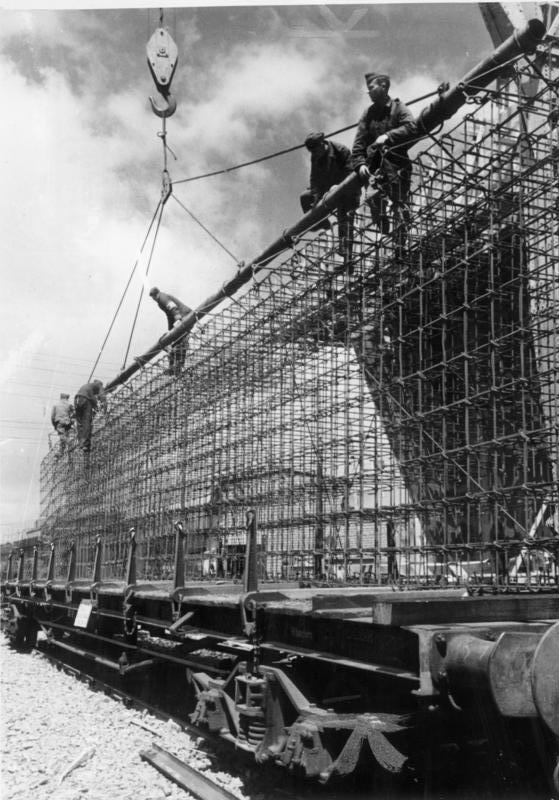
Construcţia Zidului,1943
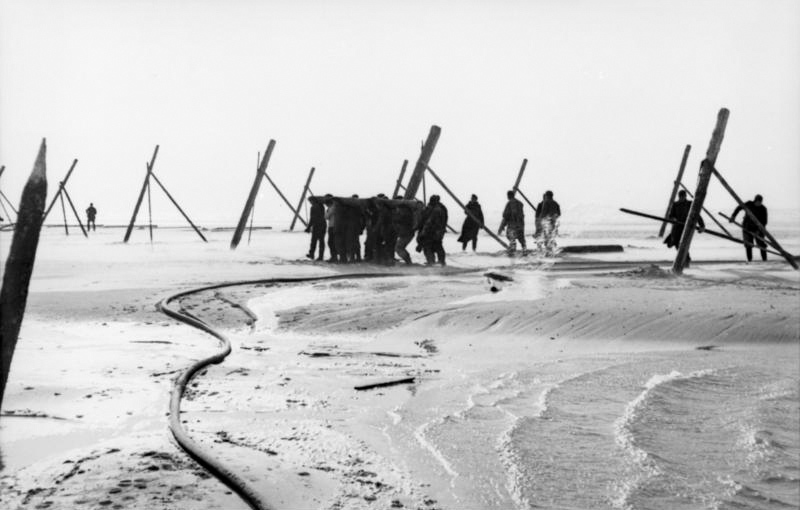
Ţepi împotriva planoarelor
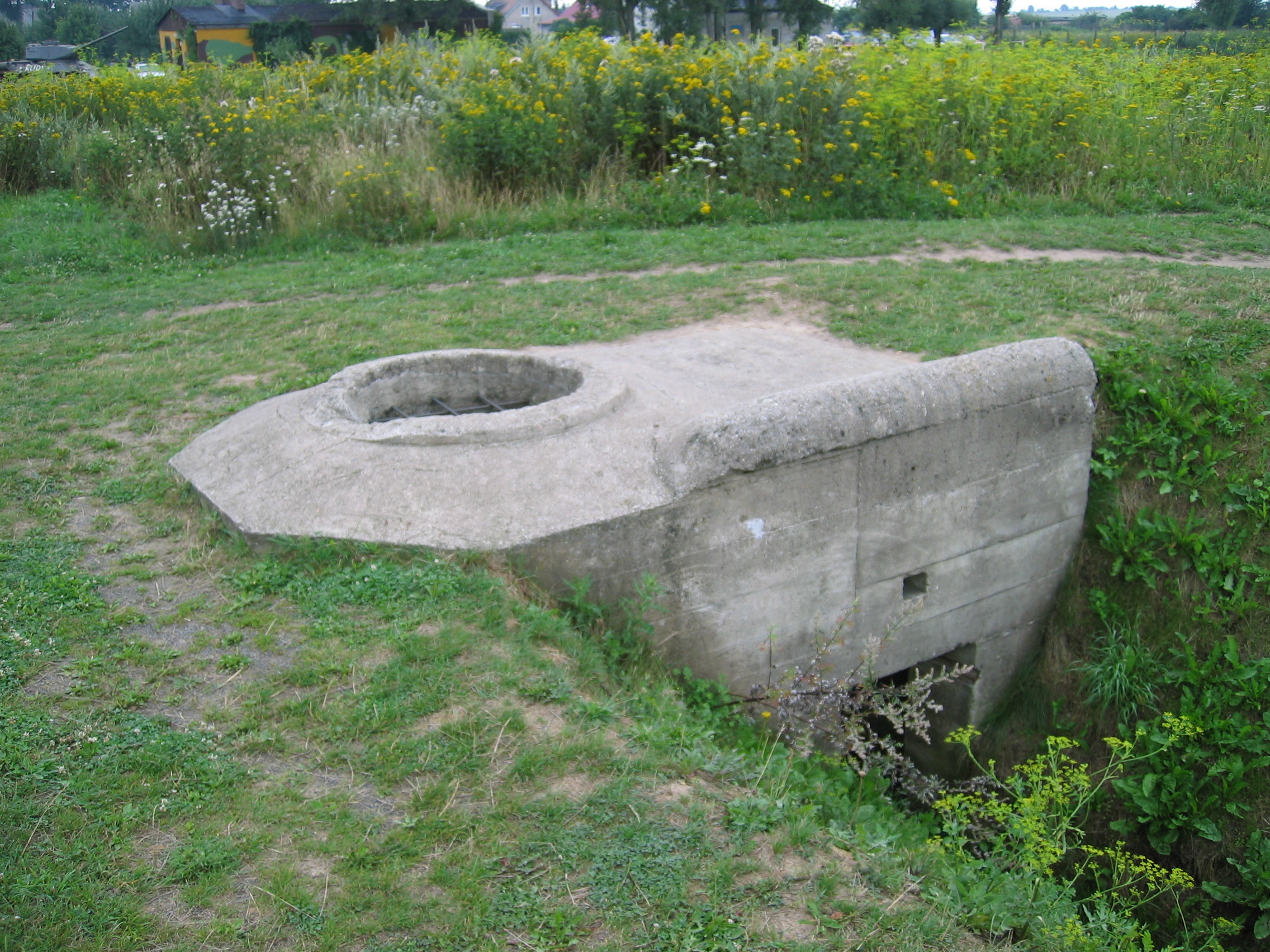
Buncăr individual
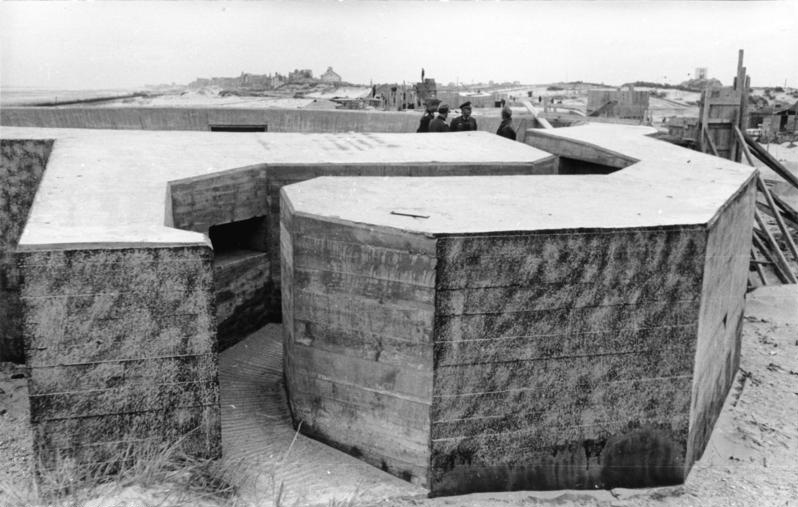
Fortificaţie în nordul Franţei
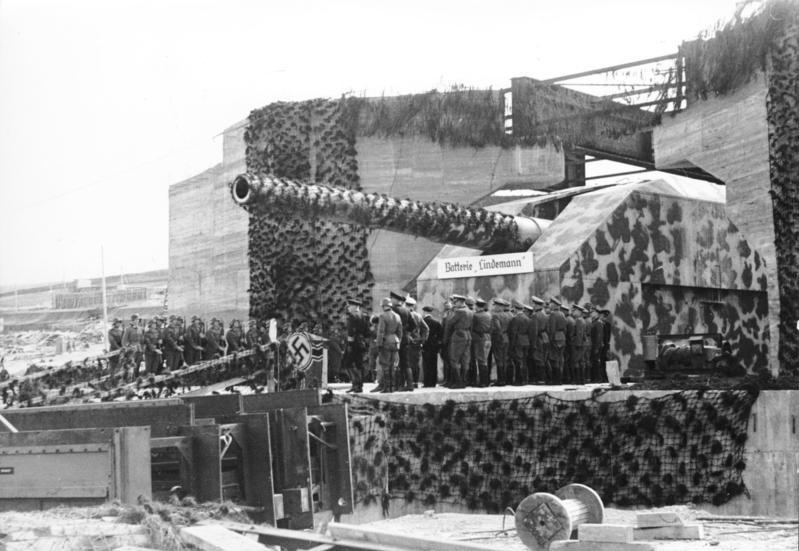
Baterie de coastă de 406 mm
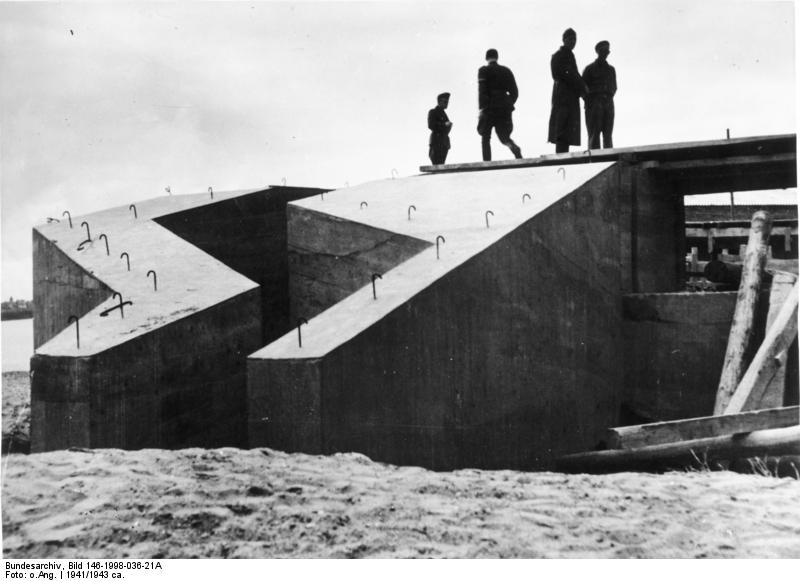
Fortificaţie în timpul construcţiei